# رایان مریمان
رایان مریمان (انگلیسی: Ryan Merriman؛ زادهٔ ۱۰ آوریل ۱۹۸۳) یک هنرپیشه اهل ایالات متحده آمریکا است. وی از سال ۱۹۹۳ میلادی تاکنون مشغول فعالیت بوده‌است.
از فیلم‌ها یا برنامه‌های تلویزیونی که وی در آن نقش داشته‌است می‌توان به مقصد نهایی ۳، اندوهی به وسعت اقیانوس و حمله هلهله‌چی ۵۰ فوتی اشاره کرد.